# Sin Jun-seop
Sin Jun-seop (kor. 신 준섭, ur. 17 czerwca 1963) – koreański bokser, złoty medalista Letnich Igrzysk Olimpijskich 1984 w wadze średniej. 